# Магаданс: Предизвикателството
MAGADANCE Предизвикателството е танцувално реалити шоу на bTV и Шоуто на Слави.
Излъчва се от 4 март 2013 година в ефира на bTV с водещи Ива Атанасова и Слави Трифонов. Продуценти са Seven-Eight Productions и „БТВ Медиа Груп“. Предаването се снима в студиото на bTV в НДК, София.
Наградата в състезанието е 25 000 лева и се печели от двойката Биляна и Метин. Тъй като танцьорката от Балет „Магаданс“ решава как да се раздели наградата – Биляна решава да я раздели по равно.

## Формат
Кандидатите изпращат своите материали и след това специална комисия избира 300 от тях, които да се явят на кастинг. От тях комисията избира 38 номера, които се представят пред балет „Магаданс“. Всяко от момичетата от балета оценява участниците с оценки от 1 до 6. Тези 11, които съберат най-висок бал ще се включат в същинската битка в MAGADANCE Предизвикателството. Изборът на това кое от момичетата с кого от 11-те най-добри ще танцуват се прави чрез жребий. В същинския етап на състезанието танцьорките от балета заедно с кандидатите са оценявани от комисия в състав Красимир Евтимов, Боряна Сечанова и Петър Илиев. Журито оценява двойките с оценки по шестобалната система. В следващия етап на състезанието участниците ще бъдат оценявани и от публиката. Всички двойки се борят за наградата от 25 000 лева. Тя се връчва на танцьорката от балет „Магаданс“ и тя разпределя парите между двамата – тя може да ги задържи изцяло за себе си, или да ги даде изцяло на другия участник, или да ги подели по равно.

## Двойки и етапи
|     | Танцьорка от „Магаданс“ | Кандидат             | Отпаднали                 |
| --- | ----------------------- | -------------------- | ------------------------- |
| 1.  | Нели Желева             | Тихомир Йовчев       | 6-и (02.05)**/второ място |
| 2.  | Камелия Михайлова       | Али Мехмедов         | 7-и (25.04)               |
| 3.  | Станислава Левтерова    | Любомил Филипов      | 8-и (18.04)               |
| 4.  | Юлиана Йончева          | Габриела Тодорова    | 11-и (28.03)              |
| 5.  | Илиана Цанева           | Аладин Алиибрахим    | пето място                |
| 6.  | Стела Аначкова          | Станимир Стоянов     | четвърто място            |
| 7.  | Биляна Методиева        | Метин Енимехмедов    | ПОБЕДИТЕЛИ                |
| 8.  | Ива Тепешанова          | Калоян Денев-Тино    | трето място               |
| 9.  | Ирина Стоименова        | Цвета Цочева         | 9-и (11.04)               |
| 10. | Стелияна Георгиева      | Семир Алкади         | 10-и (04.04)              |
| 11. | Христина Шекерова/*/    | Христо Хаджимихайлов | 5-и (16.05)               |

/*/- Поради травма Христина Шикерова е сменена с Мирослав Христов от началото на втората задача – Танци върху песни на Лили Иванова.
/**/- На 9 май участват в задачата за завръщане в шоуто и след оценяването на зрителите получават най-висока оценка. Те се завръщат в състезанието.
| – | Двойка (двойки), която продължава напред в състезанието.                                                              |
| – | Двойка (двойки), която е от трите с най-слаб резултат след оценяването на журито и публиката и отиваща на елиминации. |
| – | Двойка, изгонена от състезанието след гласуването на зрителите.                                                       |
| – | Двойка, която се завръща в състезанието след гласуването на зрителите.                                                |

| Първи етап                           |                                                                            |                                                |                                            |                                             |                                         |
| Дата и час на излъчване              | Задача                                                                     | Последни двойки от кръга                       | Последни двойки от кръга                   | Последни двойки от временното класиране     | Последни двойки от временното класиране |
| 07.03, 20:00ч и 08.03, 22:30ч        | Танци върху песни на Бионсе                                                | Юлиана и Габриела(4,33)                        | Ива и Калоян(3,67)                         |                                             |                                         |
| 14.03, 20:00ч и 15.03, 22:30ч        | Танци върху песни на Лили Иванова                                          | Стелияна и Семир; Мирослав и Христо(4,33)      | Илиана и Аладин(4,00)                      | Стелияна и Семир; Юлиана и Габриела(4,50)   | Ива и Калоян(4,17)                      |
| 21.03, 20:00ч и 22.03, 22:30ч        | Танци върху мелодии от анимационни филми                                   | Биляна и Метин; Нели и Тихомир(4,67)           | Юлиана и Габриела; Мирослав и Христо(4,33) | Ива и Калоян(4,56)                          | Юлиана и Габриела(4,44)                 |
| Втори етап                           |                                                                            |                                                |                                            |                                             |                                         |
| Дата и час на излъчване              | Задача                                                                     | Двойки, отиващи на елиминации                  | Двойки, отиващи на елиминации              | Класиране на двойките след елиминациите     | Класиране на двойките след елиминациите |
| 27.03, 22:30ч и 28.03, 21:00ч        | Танци върху музиката на Горан Брегович                                     | Стелияна и Семир(4,32) Юлиана и Габриела(4,27) | Нели и Тихомир(4,26)                       | Нели и Тихомир(5,54) Стелияна и Семир(4,22) | Юлиана и Габриела(3,30)                 |
| 03.04, 22:30ч и 04.04, 21:00ч        | Сървайвър(салса, меренге, бачата)                                          | Илиана и Аладин(4,24) Нели и Тихомир(4,03)     | Стелияна и Семир(3,62)                     | Нели и Тихомир(4,97) Илиана и Аладин(4,67)  | Стелияна и Семир(4,08)                  |
| 10.04, 22:30ч и 11.04, 21:00ч        | Първичен инстинкт(еротични танци)                                          | Илиана и Аладин(4,26) Ирина и Цвета(4,22)      | Камелия и Али(4,15)                        | Камелия и Али(5,08) Илиана и Аладин(4,45)   | Ирина и Цвета(3,92)                     |
| 18.04, 21:00ч и 18.04, 22:30ч        | Бал на аристокрацията(английски валс, виенски валс, фокстрот и куикстеп)   | Стаси и Любомил(4,14) Биляна и Метин(4,00)     | Нели и Тихомир(3,62)                       | Биляна и Метин(4,48) Нели и Тихомир(4,11)   | Стаси и Любомил(3,90)                   |
| 25.04, 21:00ч и 25.04, 22:30ч        | Кралят и кралицата(танци върху песни на Майкъл Джексън и Мадона)           | Ива и Калоян(4,23) Камелия и Али(4,11)         | Илиана и Аладин(3,89)                      | Илиана и Аладин(4,61) Ива и Калоян(4,37)    | Камелия и Али(4,11)                     |
| 02.05, 21:00ч и 02.05, 22:30ч        | Конквизтадор(румба, ча-ча-ча и самба)                                      | Илиана и Аладин(4,28) Нели и Тихомир(4,14)     | Ива и Калоян(4,11)                         | Ива и Калоян(4,80) Илиана и Аладин(4,32)    | Нели и Тихомир(4,04)                    |
| 09.05, 21:00ч                        | Танц по избор за завръщане в шоуто                                         |                                                |                                            | Камелия и Али(4,26) Ирина и Цвета(3,87)     | Нели и Тихомир(4,46)                    |
| Полуфинал: 16.05, 21:00ч             | We are the World(танци, характерни за различните народи по света)          |                                                |                                            | Илиана и Аладин(4,18) Нели и Тихомир(4,17)  | Мирослав и Христо(4,00)                 |
| Финал                                |                                                                            |                                                |                                            |                                             |                                         |
| Дата и час на излъчване              | Задача                                                                     | Пето, четвърто и трето място(жури+публика)     | Пето, четвърто и трето място(жури+публика) | Второ и трето място(жури+публика)           | Второ и трето място(жури+публика)       |
| Финал: 23.05, 21:00ч и 23.05, 22:30ч | Два танца: I танц: Танц върху песни на Ку-Ку бенд                          | Ива и Калоян(4,14) Стела и Станимир(4,20)      | Биляна и Метин(4,44)                       | Нели и Тихомир(4,49)                        | Ива и Калоян(4,72)                      |
|                                      | II танц: Танц по избор                                                     | Илиана и Аладин(4,19) Ива и Калоян(4,40)       | Стела и Станимир(4,71)                     | Нели и Тихомир(4,72)                        | Биляна и Метин(5,00)                    |
|                                      | Класиране(средноаритметична от оценката от първия и втория танц на финала) | Илиана и Аладин(4,17) Стела и Станимир(4,46)   | ТРЕТИ: Ива и Калоян(4,56)                  | ВТОРИ: Нели и Тихомир(4,61)                 | ПОБЕДИТЕЛИ: Биляна и Метин(4,72)        |

## Развитие и излъчване
Проектът е обявен още в края на дванадесетия сезон на Шоуто на Слави на 27 юли 2012 година. Излъчва се от 4 март 2013 година. Първоначално е обявено, че на 4, 5 и 6 март ще бъдат показани кастингите, но поради обявеният по-късно ден на национален траур в памет на Пламен Горанов трета част на кастинга не се излъчва. Първата задача се изпълнява на 7 март(четвъртък) и 8 март(петък)-съответно от 20:00 до 21:00 часа и от 22:30 до 23:30 часа. Втората и третата задача в следващите две седмици се излъчват по същата схема на излъчване. От четвъртата задача Танци върху музиката на Горан Брегович предаването влиза в нов етап. Всяка сряда от 22:30 часа двойките ще представят танците. Те ще бъдат оценявани и от журито, и от зрителите, които гласуват в интернет. В четвъртък от 21:00 до 22:00 часа на живо в ефир се определят трите двойки с най-слаб резултат след оценяването на журито и зрителите. Те отиват на елиминации и една от тях отпада от състезанието. Двойката, която е на първо място във временното класиране получава имунитет и няма да бъдат застрашени от отпаане. В четвъртата задача това са Станислава и Любомил. От 7-ата задача Бал на аристокрацията предаването се излъчва в нови дни и часове. В четвъртък от 21:00 до 22:00 часа се излъчва изпълнението на задачата, а от 22:30 до 23:30 часа на живо се излъчват елиминациите и се представя новата задача. От 10-ата задача – Танц по избор за завръщане в шоуто – предаването вече се излъчва само в четвъртък от 21:00 часа на живо. В шоуто се представят и танците на двойките, и елиминациите.